# 水野忠夫 (実業家)
水野 忠夫（みずの ただお、1912年（明治45年）6月21日 - 1976年（昭和51年）3月6日）は、日本の実業家。三井製糖社長や、初代精糖工業会会長を務めた。

## 来歴・人物
岐阜県出身。1937年東京商科大学（現一橋大学）卒業。台湾製糖入社後、1949年第一物産入社。砂糖部長などを務め、1965年国際連合砂糖会議日本政府代表顧問。1970年三井製糖専務。1972年三井製糖社長。1974年全日本精糖工業会会長。同年全日本精糖工業会と日本精糖工業会が合併した精糖工業会の会長に就任。1976年に死去し、正五位勲三等旭日中綬章を追贈された。